# 山根巴
山根巴（やまね ともえ、1928年10月7日-  ）は、日本の日本近代文学研究者、相模女子大学名誉教授。
広島県比婆郡西条町（現東広島市）出身。1954年広島大学文学部国文科卒、1959年同大学院博士課程満期退学。相模女子大学助教授、教授。99年定年、名誉教授。長塚節、中村憲吉など近代の歌人について研究した。

## 著書
- 『長塚節研究』教育出版センター 1969
- 『中村憲吉の研究』笠間書院 1977
- 『島木赤彦の研究』教育出版センター 1986
- 『斎藤茂吉の研究』双文社出版 1996
- 『中村憲吉 歌と人』双文社出版 1998

### 編著・共編
- 『"しがらみ"研究』編著 "しがらみ"研究刊行会 1965
- 『写生派短歌三百首』編 笠間書院 1967
- 『資料国語科教育法』鳩貝久延共編 双文社出版 1981
- 『近代の短歌』大久保晴雄共編 双文社出版 1992
- 『近世・近代文学の形成と展開』横山邦治共編 和泉書院 1997
- 『近代文学の形成と展開』横山邦治共編 和泉書院 1998

## 論文
- ＜山根巴